# Parafia Pana Jezusa Miłosiernego i św. Andrzeja Apostoła w Ciężkowicach
Parafia Pana Jezusa Miłosiernego i Świętego Andrzeja Apostoła w Ciężkowicach – parafia rzymskokatolicka znajdująca się w diecezji tarnowskiej, w dekanacie Ciężkowice.
Do parafii należą wierni z miejscowości: Ciężkowice, Bogoniowice, Kipszna, Tursko, Ostrusza oraz część miejscowości Kąśna Dolna i Rzepiennik Strzyżewski.
Odpust odbywa się: w Uroczystość Zesłania Ducha świętego (ku czci Pana Jezusa Miłosiernego) – 50 dni po Wielkanocy i w święto św. Andrzeja Apostoła – 30 listopada.

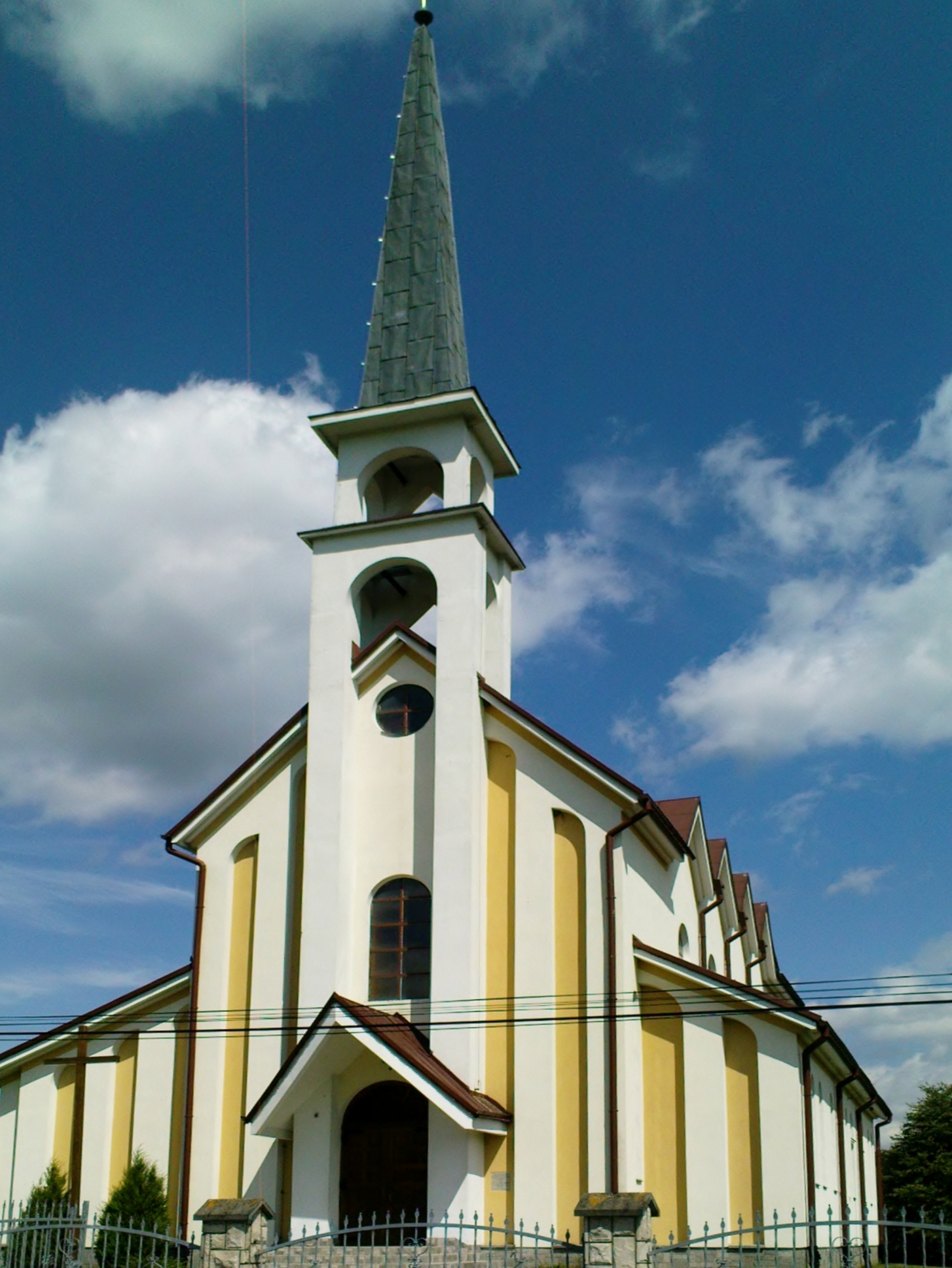
Kaplica dojazdowa w Kipsznej

W tej parafii (sanktuarium) znajduje się łaskami słynący obraz Pana Jezusa Miłosiernego (Ecce Homo) z XVII wieku.

## Historia
Na przełomie XIV i XV w. dokonała się afiliacja kościoła Św. Krzyża na przedmieściach Ciężkowic do kościoła miejskiego. Tym samym ustanowiono tylko jedną parafię. W 1784 roku spłonął kościół Św. Krzyża, którego już nie odbudowano. W Ciężkowicach został już tylko jeden kościół pod wezwaniem św. Andrzeja, który z biegiem lat uległ częściowemu zniszczeniu.
W 1830 roku w mieście wybuchł pożar, który nie oszczędził również kościoła. Pod koniec XIX wieku rozpoczęto prace nad przywróceniem dawnej świetności kościołowi parafialnemu, ale gdy usunięto rusztowanie, dnia 4 kwietnia 1893 roku wieża runęła aż do fundamentów.
Obecny kościół powstał w latach 1901–1904, a konsekrował go w 1904 biskup tarnowski Leon Wałęga. Do parafii należą również kościoły w Kipsznej i Ostruszy.

## Proboszczowie
Ostatni proboszczowie ciężkowickiej parafii:
- ks. Stanisław Król, 1938–1974[3]
- ks. Michał Sopata, 1974–1998[4][5]
- ks. Jan Zając, 09.08.1998–09.08.2025[1]
- ks. Marcin Raś, 09.08.2025 – obecnie[6]